# Кадісія (провінція)
Кадісія (араб. القادسية) — провінція (мухафаза) в Іраку. Адміністративний центр — місто Ед-Діванія. Інші великі міста — Афак, Ель-Хамза, Еш-Шамія, Гаммас, Еш-Шинафія, Ед-Даггара.
Розташовується у центрі Іраку, здебільшого у межиріччі Тигра і Євфрата. Центром мухафази є місто Ед-Діванія. До 1976 року Кадісія була частиною провінції Ед-Діванія.
Назва мухафази походить від назви історичного міста Кадісія, що стало місцем битви при Кадісії.

## Округи
- Афак
- Ед-Діванія
- Ель-Хамза
- Еш-Шамія